# Greta García Jonsson
Greta García Jonsson, también conocida como Greta García (Sevilla, 1992), es una escritora, bailarina, artista de circo, coreógrafa y directora de escena española. En 2023 recibió el Premio Ojo Crítico de Radio Nacional de España en la categoría de Teatro por su trayectoria. Ese mismo año su novela Solo quería bailar recibió el Premio Novel Almudena Grandes del Gremio de las Librerías de Madrid.

## Trayectoria en artes escénicas
García fundó en 2013 la compañía Hermanas Gestring junto a la bailarina Laura Morales. En 2016 resultaron ganadoras del primer premio en el Certamen Coreográfico de Madrid con su espectáculo Good girl. Por este mismo trabajo recibieron el Premio Lorca de la Academia de las Artes Escénicas de Andalucía a las mejores intérpretes femeninas de danza. Posteriormente estrenaron A muerte en el Teatro Central de Sevilla en 2018. Un año después, en 2019, estrenaron Adora a las Hermanas Gestring, un espectáculo en formato concierto. En 2023 estrenaron la producción Hacer amor en los Teatros del Canal de Madrid.
En 2018 creó junto al acróbata Darío Dumont la compañía Lanördika con el espectáculo Rojo Estándar, que ambos coprotagonizaron y coescribieron bajo la dirección de Rosa Díaz. Este espectáculo les valió en 2018 los premios FETEN y Lorca al mejor espectáculo de calle y en 2019 el Premio de la Asociación de Circo de Andalucía 2019 al mejor espectáculo de circo de formato pequeño.
Compaginó la creación y giras de Hermanas Gestring y de Lanördika con otras colaboraciones, como la participación en los espectáculos de Angélica Liddell Qué haré yo con esta espada, en 2018o Una costilla sobre la mesa: Madre en 2019. Como artista de circo formó parte de la producción Ludo Circus Show, en gira de 2016 a 2021.
En 2021 dirigió, escribió y protagonizó la pieza de danza Mi madre muerta, con una escultura de tela creada por su madre, la escultora y artista plástica de origen sueco Anna Jonsson, presentadas como compañía Anna+Greta. El estreno tuvo lugar en el Teatro Central de Sevilla. Ese mismo año, presentó junto a su hermana Ingrid García-Johnsson el Festival de Cine Europeo de Sevilla.
Como directora de escena se puso al frente del segundo espectáculo de su compañía Lanördika con el espectáculo Cándido, estrenado en el Festival Circada de Sevilla en 2021. En 2022 codirigió, junto a Daniel Foncubierta, Sopla!, producción de las compañías de circo Truca Circus, Hermanos Infoncundibles y Lanördika. La creación recibió el premio Lorca a mejor espectáculo de circo en 2023. Ese mismo año participó como coreógrafa en el espectáculo Run baby run dirigido por Jana Pacheco en coproducción del Teatro Español de Madrid y el Centro Dramático Galego.En 2024 estrenó en el teatro TNT de Sevilla La sombra del oro, una producción de Truca Circus en colaboración con La Grainerie de Toulouse, codirigida junto a Morgan Cosquer.Unos meses después coprotagonizó y codirigió Quixote, adaptación circense del poema sinfónico homónimo de Richard Strauss, producción de Truca Circus y el proyecto Sounds of Change con financiación de la Unión Europea, que se estrenó en el Teatro Municipal de Guarda y continuó gira por Lisboa y el Castillo de Niebla.Posteriormente el espectáculo participó en la Feria del Libro de Guadalajara, México.
De nuevo al frente de su compañía Lanördika escribió y dirigió Tres tristes trols, estrenado en la feria de artes de calle Umore Azoka en Leoia en 2025. Para desarrollar este proyecto recibió el apoyo del XII Programa de Desarrollo de Dramaturgias Actuales del INAEM en 2024. El texto se publicó online con prólogo de María Folguera.

## Trayectoria literaria
Durante la pandemia de COVID19 en primavera de 2020, García se formó en talleres de narrativa con autoras como Sabina Urraca y Brenda Navarro.  A raíz de este experiencia escribió la novela Solo quería bailar, publicada en 2023 por la editorial Tránsito. El libro tuvo una buena acogida de la crítica y la llevó a participar en festivales internacionales como el Hay Festival en su edición en Querétaro, México, donde también presentó su espectáculo Mi madre muerta. La novela recibió en diciembre de 2023 el Premio Novel Almudena Grandes del Gremio de Librerías de Madrid.

## Reconocimientos
En 2016 recibió junto con Laura Morales el primer premio en el Certamen Coreográfico de Madrid y el Premio Lorca de la Academia de las Artes Escénicas de Andalucía. En 2018, el espectáculo Rojo Estándar en el que participó fue reconocido con los premios FETEN y Lorca y al año siguiente con el Premio de la Asociación de Circo de Andalucía.
En 2023, el espectáculo Sopla!, que codirigió, recibió el premio Lorca.Ese mismo año, García Jonsson fue reconocida durante la XXXIV edición de los Premios del programa ‘El Ojo Crítico’ de Radio Nacional de España con el Ojo Crítico 2023 en la categoría Teatro por su unión del mundo del circo con la danza en el ámbito teatral,y su novela Solo quería bailar fue reconocida con el Premio Novel Almudena Grandes del Gremio de Librerías de Madrid.
En 2024 fue seleccionada por el INAEM como dramaturga en el XII Programa de Desarrollo de Dramaturgias Actuales con el proyecto de escritura para circo Tres tristes trols.